# Shimogyō-ku
Shimogyō-ku (下京区?) è uno degli 11 quartieri della città di Kyoto, in Giappone.